# Imma vaticina
Imma vaticina är en fjärilsart som beskrevs av Edward Meyrick 1912. Imma vaticina ingår i släktet Imma och familjen Immidae. Inga underarter finns listade i Catalogue of Life.